# Chimarrogale
Chimarrogale — рід ссавців з родини мідицевих (Soricidae). Вони є водними, деякі види мешкають у струмках. 

## Види
Рід містить такі види:
- Chimarrogale himalayica — Індія, Непал, Бутан, Китай, М'янма, Лаос, В'єтнам
- Chimarrogale leander — Китай, Тайвань
- Chimarrogale platycephala — Японія
- Chimarrogale styani — Китай, М'янма, Індія?
- Chimarrogale varennei — В'єтнам

## Опис
Тварини демонструють певні пристосування до водного способу життя: на лапах є щетиниста окантовка, яка, як перетинчаста шкіра, дозволяє швидко просуватися у воді. Очі малі, як і вуха, які можна закрити. Волосяний покрив щільний, водовідштовхувальний, зверху сірувато-чорного забарвлення, часто зі світлими вкрапленнями, нижня сторона світліша. Ці тварини досягають довжини тіла від 8 до 14 сантиметрів, довжини хвоста від 6 до 12 сантиметрів і ваги від 27 до 43 грамів.

## Середовище проживання
Ареал простягається від регіону Кашмір і Японії через Китай і Малайський півострів до Суматри й Борнео. Місцем їхнього проживання є річки в гірських районах до 3300 метрів над рівнем моря.

## Спосіб життя
Вони вміють добре плавати і пірнати, харчуються комахами та їх личинками, ракоподібними і рибою.